# Серміціак (гора)
Серміціак (гренл. Sermitsiaq) — гора, яка знаходиться поблизу столиці Гренландії: міста Нуук. Її висота становить 1210 м над рівнем моря.